# Uwe Ittensohn
Uwe Ittensohn (* 1965 in Landau in der Pfalz) ist ein deutscher Schriftsteller und Herausgeber.

## Herkunft und Ausbildung
Ittensohn wurde 1965 in Landau in der Pfalz geboren.
Er studierte Betriebswirtschaftslehre und ist als Lehrbeauftragter an der Dualen Hochschule Baden-Württemberg Mannheim tätig. Bis 2020 arbeitete er im Finanzwesen. Seit 2015 ist er zunächst nebenberuflich als freier Schriftsteller tätig.

### Privates
Ittensohn engagiert sich für den Dombauverein Speyer im Rahmen von Benefizveranstaltungen und ähnlichem. Im Sommer 2022 schloss Ittensohn eine Ausbildung zum Kultur- und Weinbotschafter der Pfalz ab.

### Karriere
Ittensohns schriftstellerisches Wirken liegt schwerpunktmäßig im Bereich der Kriminal- und Reiseliteratur.
Seine Krimireihe um die Ermittler Sartorius und Achill umfasst mittlerweile fünf Bände.  Die Schauplätze seiner Kriminalromane liegen überwiegend in der Pfalz sowie in Baden.
Ittensohn verbindet seine fiktiven Geschichten gerne mit realen oder zeitgeschichtlichen Hintergründen. So zum Beispiel seinen Erstlingsroman „Requiem für den Kanzler“, in dem er einen möglichen Terrorakt auf das Requiem im Speyerer Dom aufgreift.
Häufig greift er auch religiöse Themen auf, was ihm in der Rhein-Neckar-Zeitung einen Vergleich zu Umberto Ecos Der Name der Rose einbrachte.
Sein bisher letzter Band der Krimireihe, „Winzerkrieg“ ist im Winzermilieu angesiedelt. Darin verarbeitet er seine Erkenntnisse aus der Ausbildung zum Kultur- und Weinbotschafter und thematisiert in der Rahmenhandlung reale aktuelle Themen im Weinbau.
Neben der Krimireihe ist Ittensohn auch im Sachbuchbereich tätig.
Beginnend  mit dem von ihm verfassten Vinotheken- und Wanderführer „Weinbar. Essbar. Wanderbar Pfalz“ betrat er erstmals dieses Genre.
Nach dem großen Erfolg der Pfalzausgabe arbeitet er als Herausgeber mit jeweils ortsansässigen Autoren daran, diese Thematik auch auf andere deutschsprachige Weinanbaugebiete zu übertragen. Im Juli 2025 erscheint der Band „Weinbar. Essbar. Wanderbar Rheingau“.
Auf seinen Autorenlesungen geht Ittensohn oft unkonventionelle Wege. So liest er gerne an für Lesungen ungewöhnlichen Schauplätzen (Er las unter anderem im Speyerer Dom, Modehäusern, oder in Vinotheken). In der Regel gestaltet er seine Lesungen szenisch, indem er die Dialekte oder sprachlichen Eigenarten seiner Figuren imitiert. Gerne kombiniert er seine Lesungen im Rahmen von Wine&Crime-Veranstaltungen auch mit Weinproben oder Themenmenüs.

### Werke
Kriminalromane:
Ittensohn veröffentlicht seine Kriminalromane bislang alle im Gmeiner-Verlag.
- Requiem für den Kanzler. Gmeiner-Verlag, Meßkirch 2019, ISBN 978-3-8392-2386-4.
- Abendmahl für einen Mörder. Gmeiner-Verlag, Meßkirch 2020, ISBN 978-3-8392-2560-8.
- Festbierleichen. Gmeiner-Verlag, Meßkirch 2021, ISBN 978-3-8392-2822-7.
- Klostertod. Gmeiner-Verlag, Meßkirch 2022, ISBN 978-3-8392-0148-0.
- Winzerblut. Gmeiner-Verlag, Meßkirch 2023, ISBN 978-3-8392-0427-6.
- Letzte Lese. Gmeiner-Verlag, Meßkirch 2024, ISBN 978-3-8392-0609-6
- Winzerkrieg. Gmeiner-Verlag, Meßkirch 2025, ISBN 978-3-8392-0834-2

Sachbuch:
Als Autor:
- Weinbar. Essbar. Wanderbar Pfalz. Gmeiner-Verlag, Meßkirch 2022, ISBN 978-3-8392-0209-8.
- Weinbar. Essbar. Wanderbar Pfalz 2. Gmeiner-Verlag, Meßkirch 2024, ISBN 978-3-8392-0657-7

Als Herausgeber:
- Weinbar. Essbar. Wanderbar Rheingau. Autorin: Britta Blottner, Gmeiner-Verlag, Meßkirch 2025, ISBN 978-3-8392-0657-7

Anthologie:
- Pfälzer Weinsoße nach Gutsherrenart. Kurzgeschichte. In: Kerstin Lange, Ulrich Wellhöfer (Hrsg.): Schorleblues. Wellhöfer-Verlag, Mannheim 2021, ISBN 978-3-95428-278-4.
- Domkaninchen. Kurzgeschichte. In: Klaus Maria Dechant (Hrsg.), Brigitte Glaser (Hrsg.): Arsen und Spargelspitzen. Emons Verlag, Köln, 2025, ISBN 978-3-7408-2436-5.

#### Mitgliedschaft in Vereinigungen
Ittensohn ist Mitglied in der Autorenvereinigung Syndikat e. V.

#### Jury-Arbeit
Uwe Ittensohn ist Juror in der Jury 2023/24 in der Kategorie »Kurzkrimi« für den GLAUSER-Preis 2024 der Autorenvereinigung Syndikat e. V.